# Herbert Ponting
Herbert George Ponting (Salisbury, 21 marzo 1870 – Londra, 1935) è stato un fotografo ed esploratore britannico.
Ha partecipato nel ruolo di fotografo e cineoperatore alla spedizione Terra Nova (1910-13) di Robert Falcon Scott in Antartide. Le sue opere sono tra le più note testimonianze dell'epoca eroica delle spedizioni antartiche.